# Stora Våltjärnen
Stora Våltjärnen är en sjö i Filipstads kommun i Värmland och ingår i Göta älvs huvudavrinningsområde. Sjön har en area på 0,58 kvadratkilometer och ligger 241,6 meter över havet. Sjön avvattnas av vattendraget Våltjärnsbäcken.

## Delavrinningsområde
Stora Våltjärnen ingår i det delavrinningsområde (664998-140164) som SMHI kallar för Utloppet av Stora Våltjärnen. Medelhöjden är 262 meter över havet och ytan är 5,06 kvadratkilometer. Det finns inga avrinningsområden uppströms utan avrinningsområdet är högsta punkten. Våltjärnsbäcken som avvattnar avrinningsområdet har biflödesordning 5, vilket innebär att vattnet flödar genom totalt 5 vattendrag innan det når havet efter 385 kilometer. Avrinningsområdet består mestadels av skog (66 procent) och sankmarker (21 procent). Avrinningsområdet har 0,58 kvadratkilometer vattenytor vilket ger det en sjöprocent på 11,4 procent.